# 博布羅維察區
博布羅維察區（烏克蘭語：Бобровицький район），曾是烏克蘭北部切爾尼戈夫州的一個區，行政中心設於博布羅維察，面積1,418平方公里，2013年人口34,301，人口密度每平方公里24.2人。
2020年7月18日，该行政区被废除，被并入尼任區。